# A1 mobil
Die A1 mobil GmbH & Co. KG ist die Betreibergesellschaft des im Rahmen einer öffentlich-privaten Partnerschaft überholten Abschnittes Buchholzer Dreieck–Bremen der Bundesautobahn 1.

## Geschichte
Die Gesellschaft wurde 2008 gegründet. Kommanditisten sind zu je 42,5 % die A1 mobil Beteiligungs-GmbH (vormals: Bilfinger Berger A1 mobil GmbH) und die John Laing Infrastructure (A1 mobil Holdings) Ltd. sowie mit 15 % die Bunte PPP Investment GmbH. Seit November 2014 ist die Bunte PPP Investment GmbH des Bauunternehmens Bunte aus Papenburg auch Alleingesellschafterin der Komplementär-GmbH A1 mobil Verwaltungs-GmbH.

## Tätigkeit
Die Gesellschaft hat mit der Bundesrepublik Deutschland einen Konzessionsvertrag abgeschlossen, der die A1 mobil zum Neubau des 72,5 km langen Abschnittes der A 1 sowie zum 30-jährigen Betrieb verpflichtet. Dafür fließen der A1 mobil für 30 Jahre die Einnahmen aus der LKW-Maut für diesen Streckenabschnitt zu. Der Ausbau wurde im November 2008 begonnen und am 11. Oktober 2012 abgeschlossen.
Die Einnahmen fielen im Ergebnis der Finanzkrise 2008 deutlich geringer aus als geplant. Statt des erhofften Wachstums der Mauteinnahmen um 20 Prozent kam es zu einem Rückgang von 20 Prozent. Die A 1 ist besonders eng mit dem Containerverkehr aus Übersee und dem internationalen Warenverkehr verwoben. Die A1 mobil geriet deshalb in eine wirtschaftliche Schieflage. Durch ein im Dezember 2015 geschlossenes Stillhalteabkommen mit den finanzierenden Banken wurden sonst fällige Zins- und Tilgungsleistungen teilweise gestundet. Die Geschäftsführung ging davon aus, bis Oktober 2016 durch eine Änderung des Konzessionsvertrages höhere Einnahmen erzielen zu können. Dazu kam es jedoch bisher nicht. 
A1 mobil verklagte deshalb den Bund Ende August 2017 auf eine auch rückwirkende Anpassung des Konzessionsvertrages, mit der sie monatlich rd. 2,5 Mio. Euro Mehreinnahmen verlangt sowie die Zahlung von nach ihrer Auffassung bei Beginn des Rechtsstreits bereits rückständigen rd. 125 Mio. Euro. Die bei ausbleibender Zahlung drohende Zahlungsunfähigkeit wurde vorerst durch ein Stillhalteabkommen mit den finanzierenden Banken abgewendet. Der Betrieb des Abschnittes der A 1 wäre ansonsten an den Bund zurückfallen, erklärte ein Sprecher des Bundesverkehrsministeriums. Der Bund lehnt eine Erhöhung der Zahlungen ab. Im Zusammenhang mit der Krise der A1 mobil geriet Bundesverkehrsminister Alexander Dobrindt in die Kritik, da er noch im Juni 2017 ein Gesetzesvorhaben zur Erleichterung von Teilprivatisierungen des Autobahnnetzes durchsetzte, obwohl ihm die Probleme der A1 mobil seit längerem bekannt waren. Am 7. September 2018 wies das Landgericht Hannover die Klage von A1 mobil als unbegründet ab. In der Begründung führte der Vorsitzende Richter Peter Bordt aus, dass A1 mobil auch die Geschäftsrisiken mit Abschluss des Vertrages übernommen hätte. Der Geschäftsführer Ralf Schmitz, der zwischenzeitlich auch die Sanierung der Dihag Holding betreute, teilte im Oktober 2018 mit, dass die Betreibergesellschaft Berufung beim Oberlandesgericht Celle eingelegt habe. Der Streitwert soll sich inzwischen auf 778 Mio. Euro belaufen. Die Berufungsverhandlung fand Ende Oktober 2019 statt. Am 26. November 2019 verkündete das OLG Celle, dass die Berufung von A1 mobil keinen Erfolg habe. A1 mobil habe das Verkehrsmengenrisiko übernommen, das im Vertrag mit der Bundesrepublik nicht begrenzt sei. Das gelte sowohl bei höheren als auch bei geringeren Einnahmen.